# Mercedes Fernández
María Mercedes Fernández González (Gijón, 4 d'agost de 1960) és una advocada, professora universitària i política espanyola. És tutora de Dret Processal del centre associat de la UNED a Astúries.

## Biografia
Casada, sense fills, va estudiar al Col·legi del Sant Àngel de la Guarda i es va llicenciar en Dret per la Universitat d'Oviedo i en Ciències Polítiques i Sociologia per la Universitat Nacional d'Educació a Distància.

## Trajectòria
Va presidir el Partit Popular de Gijón entre 1989 i 2000.
Va ser regidora de l'Ajuntament de Gijón entre 1983 i 1993. Va tornar el 1995, reprenent la seva funció de portaveu municipal.
Va ser diputada del Congrés dels Diputats en les legislatures V i VI.
Va ser Delegada del Govern entre 2000 i 2004, i síndica de comptes del Principat d'Astúries.
Va ser cap de llista del Partit Popular per Astúries en les eleccions generals d'Espanya de 2011 sent la llista més votada, ocupant així el càrrec de diputada al Congrés. El 2012, Mercedes va ser escollida candidata a la presidència del Principat d'Astúries pel Partit Popular a les eleccions del 25 de març de 2012, que van ser anticipades a causa de la dissolució de la Junta General del Principat d'Astúries anunciada per Francisco Álvarez-Cascos vuit mesos després de sortir el seu partit, Fòrum Astúries, guanyador de les anteriors eleccions autonòmiques.